# 핀란드 중앙당
핀란드 중앙당(핀란드어: Suomen Keskusta; KESK 수오멘 케스쿠스타; 코에앳새코[*], 스웨덴어: Centern i Finland)은 핀란드의 중도주의 자유주의, 농본주의 정당이다. 과거 이름은 농업동맹(핀란드어: Maalaisliitto; ML 말라이슬리토; 앰앨래[*])이었다. 

### 의회선거

2011년 지자체별 중앙당 지지도. 북부에서 지지도가 가장 높다.

## 같이 보기
- 북유럽 농본주의